# Òliba australiana
L'òliba australiana (Tyto novaehollandiae) és una de les espècies d'ocells rapinyaires nocturs del gènere Tyto, dins la família dels titònids (Tytonidae). Habita a la regió d'Australàsia. El seu estat de conservació es considera de risc mínim.

## Taxonomia
Pendent de revisió, avui es classifiquen sovint dins aquesta espècie, l'òliba de Manus i la de les Tanimbar, incloent la subespècie de Buru.

## Subespècies
Segons la classificació del Congrés Ornitològic Internacional (versió 13.1, 2023) L'òliba australiana està formads per 6 subespecies:
- T. n. calabyi I.J. Mason, 1983, (sud de Nova Guinea)
- T. n. kimberli Mathews, 1912, (nord d'Austràlia)
- T. n. melvillensis Mathews, 1912, (illes Tiwi)
- T. n. galei Mathews, 1914, (Península del Cap York)
- T. n. novaehollandiae (Stephens, 1826), (sud d'Austràlia)
- T. n. castanops (Gould, 1837), (Tasmània)

Tanmateix, altres obres taxonòmiques, com el Handook of the Birds of the World i la quarta versió de la BirdLife International Checklist of the birds of the world (Desembre 2019), consideren que també s'han d'incloure com a subespècies l'òliba de Manus (T. manusi) i la de les Tanimbar (T. sororcula). Però la subespècie de l'illa de Seram (T. sororcula almae) el HBW la considera una espècie de ple dret: l'òliba de Seram.
T. n. castanops és la subespècie més gran d'òliba australiana, que a la vegada és el titònid més gran del món. És considerada una espècie de ple dret per la llista d'ocells del món de Howard & Moore, però no per l'ICO i el HBW

## Hàbitat i distribució
Habiten boscos i sabanes del sud de Nova Guinea i l'illa Daru, Tasmània i a gran part d'Austràlia exceptuant l'àrid interior.

## Descripció
És una òliba de bona grandària, amb un pes d'uns 660 g i una envergadura de 35 – 47 cm. La femella és major que el mascle. Tenen el plomatge marró amb taques gris per sobre. Taques marrons al front. La femella és més fosca que el mascle. Tenen fileres de plomes marrons envolten una màscara facial blanca amb forma de cor. Els ulls varien de negre a marró fosc.